# Staffan Hansson
Staffan Hansson var en svensk stenhuggare, verksam på Vadstena slott under 1500-talets senare hälft.
Hansson är troligen identisk med den Staffan stenhuggare som genom förmedling av Herkules Mida kontrakterades att tillsammans med Mårten Pettersson utföra huggningen av ett gravmonument över hertig Karls döttrar Margareta Elisabet och Elisabet Sabina i Strängnäs domkyrka. Han har även nämnts som trolig upphovsman till gravmonumentet över Karl Sture och dennes maka i Hölö kyrka, tillkommet kort efter Stures död 1599. Hansson var verksam vid Vadstena slott 1582–1583.